# Annów (województwo mazowieckie)
Annów – wieś w Polsce położona w województwie mazowieckim, w powiecie zwoleńskim, w gminie Policzna. 
Miejscowość wchodzi w skład sołectwa Wojciechówka.
W latach 1975–1998 miejscowość należała administracyjnie do województwa radomskiego.
Wierni Kościoła rzymskokatolickiego należą do parafii Podwyższenia Krzyża Świętego w Zwoleniu.